# Nationales Kunstmuseum von Aserbaidschan
Das Nationale Kunstmuseum von Aserbaidschan (aserbaidschanisch Azərbaycan Milli İncəsənət Muzeyi) ist ein Kunstmuseum in der aserbaidschanischen Hauptstadt Baku.
Das Museum wurde 1936 eröffnet. Es beherbergt mehr als 17.000 Exponate (Gemälde, Zeichnungen, Skulpturen, Keramiken und graphische Werke). 1943 wurde das Museum nach dem Bühnenbildner Rustam Mustafayev (1910–1940), einem der Gründer des Theaters, benannt. Heute befindet sich das Museum in zwei Gebäuden aus dem Ende des 19. Jahrhunderts. Die Häuser sind mit einer Glaspassage verbunden.
Das Museum befindet sich in der Innenstadt, südöstlich der Altstadt İçəri Şəhər, in zwei Gründerzeitgebäuden von 1885, die der deutschstämmige Architekt und ehemalige Oberbürgermeister von Baku, Nikolaus von der Nonne, entworfen hat.

## Geschichte des Museums

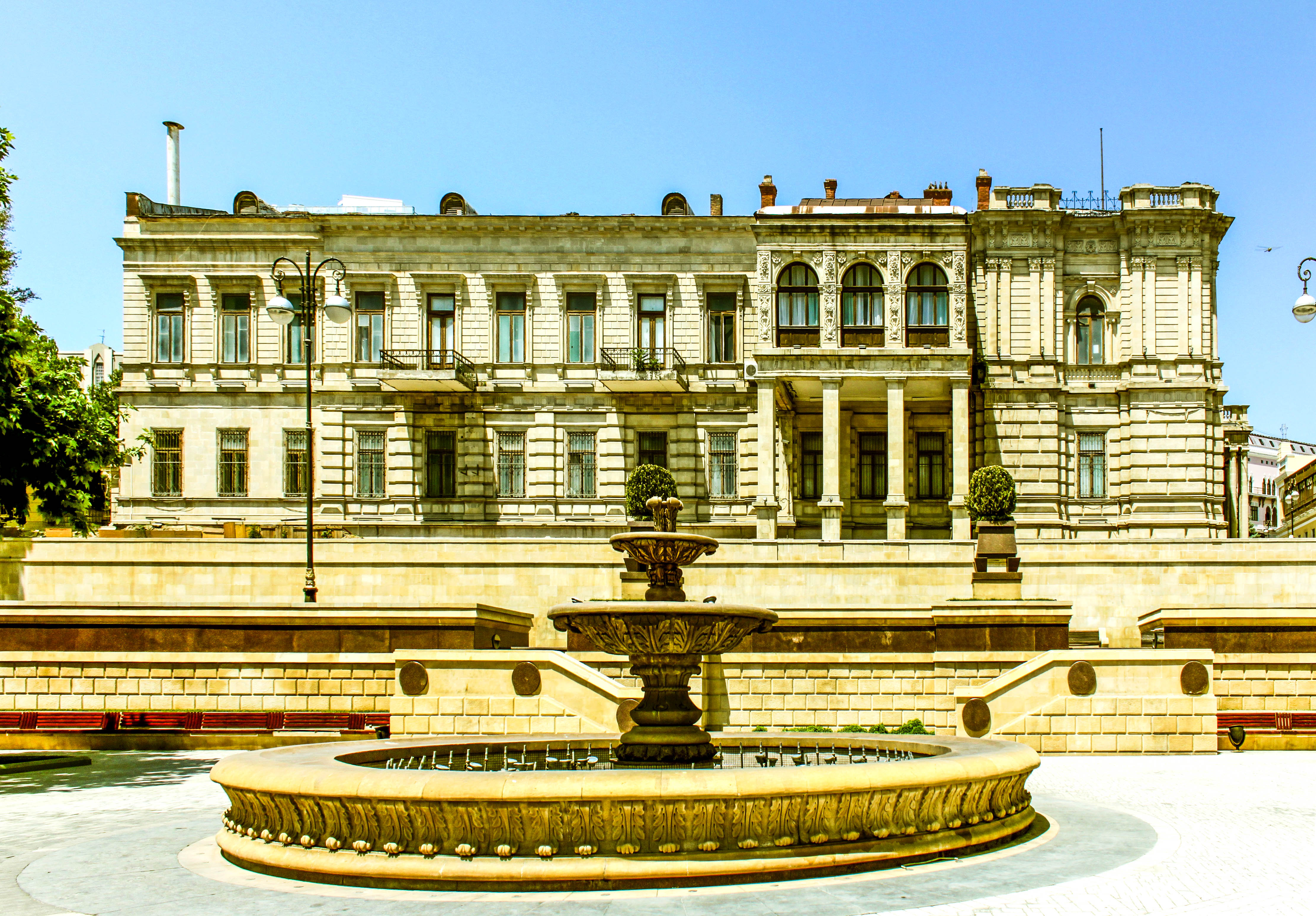
Westfassade des Herrenhauses von De Boer, des ersten Gebäudes des Museums

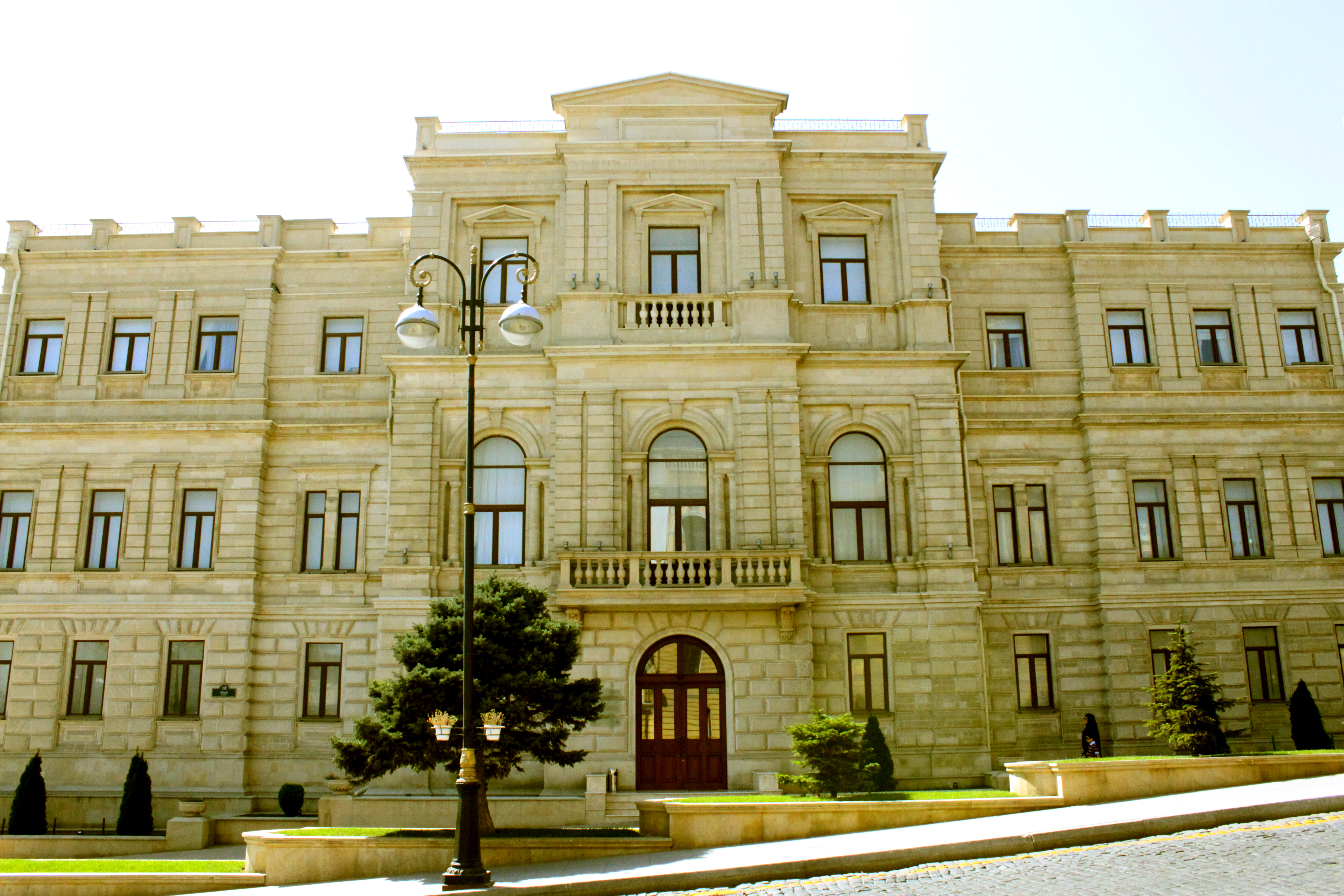
Mariinski-Mädchengymnasium, das zweite Gebäude des Museums

Im Jahre 1920 wurde das Aserbaidschanische Staatliche Museum durch die Abteilung für bildende Kunst geschaffen.  Nach Abschluss der Kunstabteilung, und auch mit Rücksicht auf ihren künstlerischen und historischen Wert, wurde 1936 beschlossen, auf dieser Grundlage ein unabhängiges Museum zu schaffen. Ursprünglich wurde die Abteilung der darstellenden Kunst in der ehemaligen Villa des Millionärs Hajji Zeynalabdin Taghiyev aufgestellt, wo sich heute das Museum der Geschichte Aserbaidschans befindet. Das Museum wurde 1937 eröffnet. Danach zog das Museum in den fünften Stock des Literaturmuseums Nisami Gandschawi.
Im Jahr 1943 erhielt das Museum den Namen des prominenten aserbaidschanischen Theaterkünstlers Rustam Mustafayev, einer der Gründer des Theaters. Bis Anfang 1950 war die Sammlung verstreut in einigen  historischen Villen untergebracht, wo auch Ausstellungen organisiert wurden. In dieser Zeit arbeiteten junge Kunstwissenschaftler im Museum, so z. B. Rasim Efendiev, Nuraddin Habibov, Mürsel Najjafov, Mehdi Huseynzade. Im Laufe der Jahre kamen Werke von Volkskünstlern der UdSSR und Aserbaidschans Staatspreisträger Salam Salamzade, Kazem Kazemzade und Ibrahim Zeynalov hinzu. 
1951 übergab der Sekretär des Zentralkomitees der kommunistischen Partei der Aserbaidschanischen SSR, Mirdschafar Bagirow, dem Kunstmuseum das Gebäude an der Tschkalowa 9 (ehemals Sadowaja-, jetzt Niyazi Straße), bekannt als "Herrenhaus de Boer". Nach der Aufhebung  des Adels beherbergte dieses Gebäude seinerzeit das Büro der AG "Die kaspische Gesellschaft", das aserbaidschanische Revolutionskomitee und das Volkskommissariat von Aserbaidschan. In dem Gebäude wurde Raum für neue Ausstellungen geschaffen. Anschließend wurde das Museum zu einem Zentrum der Kunstwissenschaft ausgebaut. Hier wurden Jubiläumsausstellungen von Künstlern, Konzerte, Treffen mit der Intelligenzija und weitere Veranstaltungen durchgeführt.
Nach dem Zerfall der Sowjetunion entschieden die Regierung und der Präsident der Republik, ein weiteres Gebäude aus dem Jahre 1885 für das Museum zu nutzen, in dem früher das "Mariinski-Mädchengymnasium" und der Stadtrat von Baku untergebracht waren. In den Jahren 1992 und 1993 wurde entschieden, das Museum aus dem De Boer-Palast "umzusiedeln" und in diesem Gebäude das Außenministerium Aserbaidschans einzurichten. Nach Aussage von Azad Scharif traf sich eine Gruppe maßgeblicher Personen der Kultur Aserbaidschans, darunter Elmira Schahtachtinskaya, Mikayil Abdullayew, Tokay Mamedow usw., mit dem Präsidenten Abulfaz Eltschibey.
Von 1994 bis 2003 war der Bildhauer Ibragim Zejnalow Direktor des Museums, von 2003 bis 2010 Israfil Israfilow. Seit 2010 amtiert Chingiz Farzaliev als Direktor des Museums.
Am 7. Juni 2013 fand die Eröffnung des neuen Glaskörpers des Museums der Künste statt. An der Eröffnungszeremonie nahmen der Präsident Ilham Aliew und seine Frau Mehriban Aliewa teil.

## Die Gebäude des Museumskomplexes

### Herrenhaus De Boer

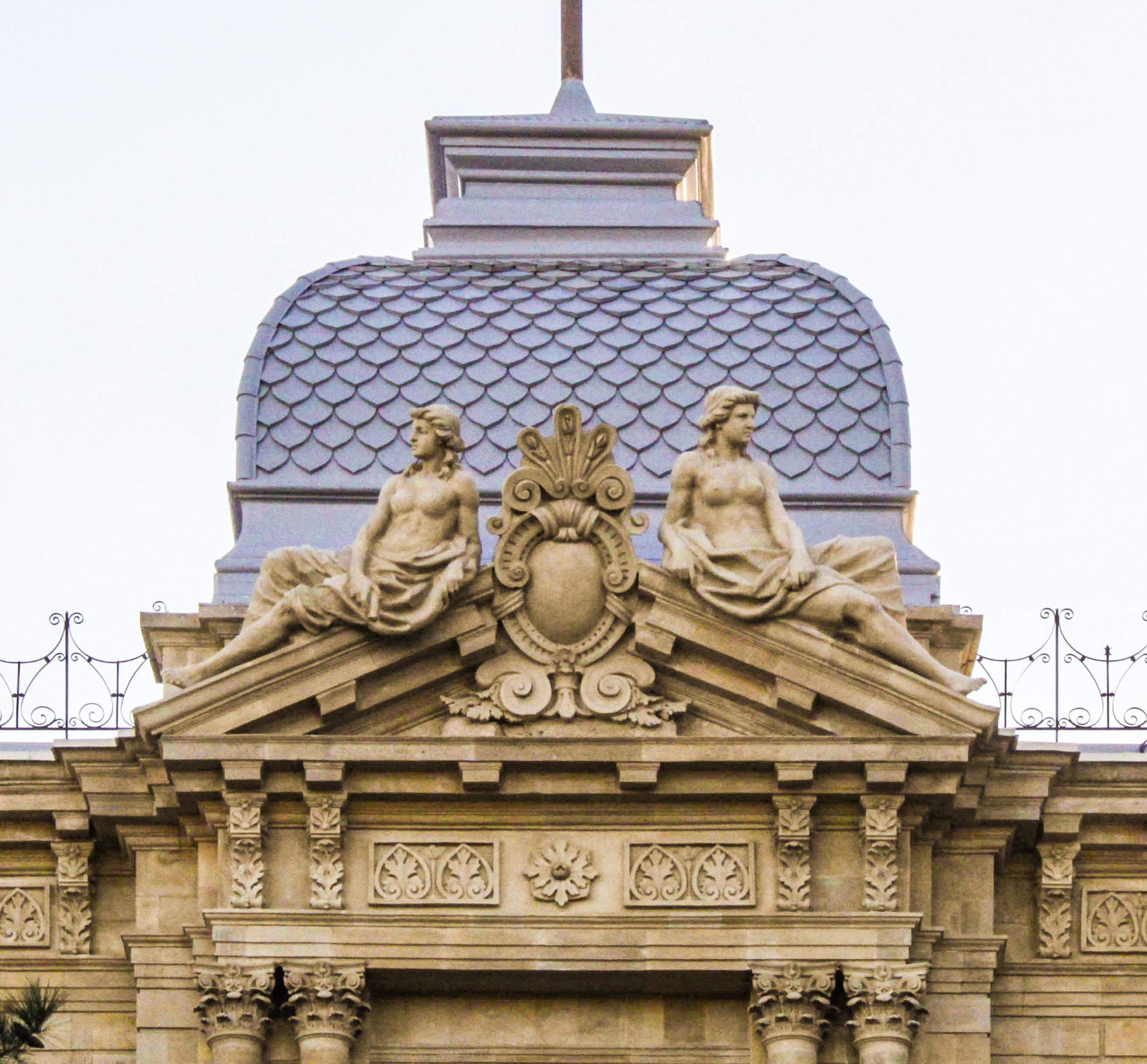
Detail der Fassade des Gebäudes und gekachelten Kuppel

Im Jahr 1887 veranlasste der Geschäftsführer der „Kaspischen Gesellschaft“, Lev Martynovich de Boer, der seit langem in Baku ansässig war, den Bau einer Villa für sich und seine Familie. Er ersteigerte bei einer Auktion ein Grundstück in der Sadovaya-Straße. Mit dem Entwurf und dem Bau der Villa beauftragte er den Stadtbaumeister von Baku, Nikolaus von der Nonne, ein Ingenieur, Architekt und ehemaliger Oberst.
Obwohl es keine Unterschrift von der Nonnes auf den Plänen gibt, wird ihm das Projekt zugeschrieben. Am 31. August 1888 wurde das Projekt amtlich genehmigt und es wurde mit dem Bau begonnen. 1889, nicht lange nach der Grundsteinlegung, verstarb de Boer.
Im Januar 1891 wurde das Grundstück an der Sadowaya-Straße an die Kaspische Gesellschaft für 16.000 Rubel verkauft. Die Aktionäre der Gesellschaft beschlossen, den Bau fortzuführen und als Verwaltungsgebäude der Gesellschaft zu nutzen. In diesem Zusammenhang musste der Architekt einige Veränderungen vornehmen. So erhielt das Gebäude zwei repräsentative Eingänge und zwei Balkone. Der Bau wurde 1895 beendet.
Das ursprünglich auf der Frontseite angebrachte Medaillon mit den Buchstaben «КТ» wurde bei Reparaturarbeiten zerstört. 1891 verstarb S. I. Bagirov, der Mitbegründer der Kaspischen Gesellschaft, Nachfolger wurde sein Schwiegersohn Paul Osipovich Gukasov. 1896 zog die Familie des Firmendirektors in die Villa ein.
Am 28. April 1920 wurde Baku von der Roten Armee eingenommen.
Zum Vorsitzenden des Revolutionskomitees von Aserbaidschan wurde Nariman Narimanov gewählt. 1921 war er Vorsitzender des Rates der Volkskommissare, der in dem ehemaligen Gebäude der Kaspischen Gesellschaft tagte. Im zweiten Stockwerk lebte die Familie Narimanovs. Nach dem Tod Narimanovs im Jahr 1925 wurde die Sadowaja-Straße zu Ehren Narimanovs in Narimanovskaya umbenannt.
Ab 1933 wohnte der erste Sekretär der KP Aserbaidschans, Mirdzhafar Bagirow, mit seiner Familie in der Villa. 1930 wurde die Villa renoviert.  1939 wurde die Straße  wieder umbenannt. Seit 1951 dient die Villa als Kunstmuseum.

#### Architektur
Die Villa wurde in den Bauformen des Historismus ausgeführt. Die breit gelagerte Villa ist ein zweistöckiges Gebäude mit neun Achsen, kräftig hervorspringendem umlaufendem Gesims, zwei Seitenrisaliten und einem dominanten Mittelrisalit, der von einem Dreiecksgiebel, auf dem zwei allegorische Figuren lagern, bekrönt wird.
Die ruhigen horizontalen Gliederungen des Hauses in der Folge harmonierten sehr gut mit den Vertikalen des Gebäudes des Sommerklubs und Sadichows Wohnhäusern. Gut gezeichnete klassische Elemente, starke Kunststoff-Arkaden auf einem rustikalen Hintergrund trugen zur Feierlichkeit der Architektur des Herrenhauses bei.

## Sammlung
In 60 Museumsräumen sind mehr als 3.000 Objekte ausgestellt, während der gesamte Museumsbestand 17.000 Kunstwerke umfasst. Die Exponate werden regelmäßig gewechselt. Das Museum beherbergt eine bedeutende Sammlung aserbaidschanischer Kunst, darunter Gemälde von Fuad Abdurachmanow und Sattar Bahlulzade, dem ein ganzer Saal gewidmet ist. Das Museum verfügt über eine umfangreiche Sammlung aserbaidschanischer, russischer und westeuropäischer Kunst von der Mitte des 16. Jahrhunderts bis zum Anfang des 20. Jahrhunderts, sowie Kunstwerke aus dem Orient, insbesondere persische, türkische, chinesische und japanische Kunst. Die kunstgewerbliche Abteilung enthält handgewebte Teppiche aus Karabach, Gazakh, Schirwan und Absheron sowie Dolche und Gürtel, die traditionellerweise mit Edel- und Halbedelsteinen verziert sind.
Exponate aus der Sammlung wurden in Kanada (1966), Kuba (1967), Syrien (1968), Frankreich (1969), Tschechoslowakei (1970), Algerien (1970) und im Irak (1971) ausgestellt.

Ausstellungssaal mit Malerei aus Aserbaidschan.

### Gemäldesammlung
Das Museum zeigt u. a. Werke von  Il Guercino, Leandro Bassano, Francesco Solimena, Lorenzo Bartolini, Jules Dupré, Gaspard Dughet, Pascal Adolphe Dagnan-Bouveret, Jean-Joseph Benjamin-Constant, Frans Hals, Michiel Jansz van Mierevelt, Adriaen Brouwer, Adriaen van Ostade, Justus Sustermans, Pieter Claesz, Johann Heinrich Roos, Friedrich August von Kaulbach und Jan Styka Maler. Die Sammlung russischer Künstler umfasst Werke von Karl Pawlowitsch Brjullow, Alexei Gawrilowitsch Wenezianow, Wassili Wassiljewitsch Wereschtschagin, Isaak Iljitsch Lewitan, Wladimir Jegorowitsch Makowski, Walentin Alexandrowitsch Serow, Wladimir Lukitsch Borowikowski, Wassili Andrejewitsch Tropinin, Konstantin Alexejewitsch Korowin und Iwan Iwanowitsch Schischkin.

### Antike und mittelalterlichen Kunst

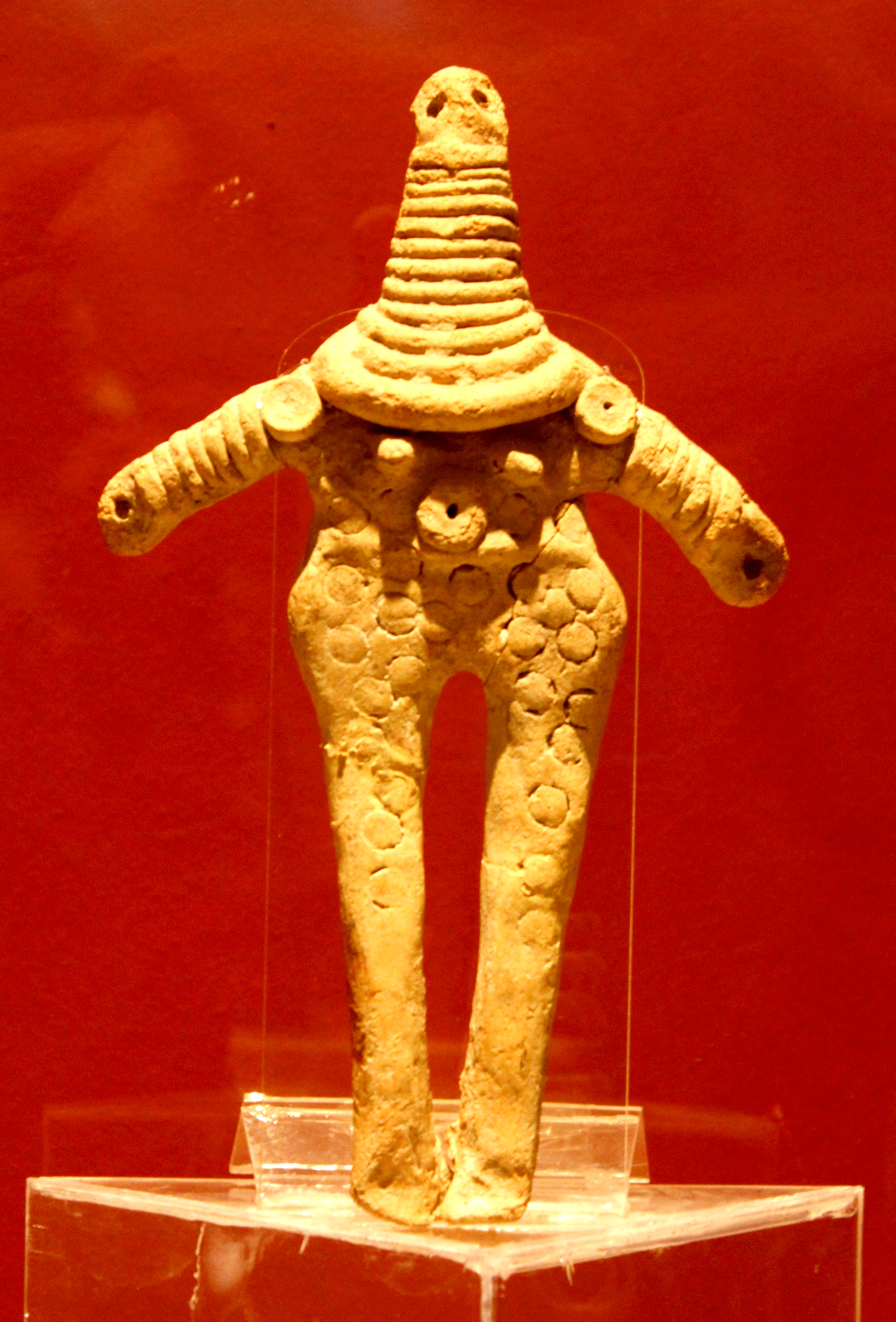
Skulptur einer Frau aus Kurgan Tepebaşı (≈2500 v.C.)

Die Abteilung für antike und mittelalterliche Kunst aus Aserbaidschan umfasst eine Vielzahl von Objekten, die im Gebiet von Aserbaidschan gefunden wurden, darunter Vogelfiguren der Manna-Epoche, weibliche Figuren aus dem 3. bis 1. Jahrhundert v. Chr. aus Baku und Şəki, menschliche Figuren aus dem 1. bis 3. Jahrhundert v. Chr., die bei Ausgrabungen in der Siedlung Hynysly in Şamaxı gefunden wurden, Keramik aus Gəncə, Beyləqan, Qəbələ, Mingechaur, eine Steinplatte mit Relief, Inschriften und Bildern des Schlosses Sabayel sowie verschiedene Grabsteine in Form von Pferden.

### Aserbaidschanische Kunst der Neuzeit
Die Sammlung umfasst Werke von Usta Ganbar Karabaghi und anderer unbekannter Künstler des 18. Jahrhunderts.
Neben frühen Werken aus dem 19. Jahrhundert werden auch Werke von Vertretern aserbaidschanischer realistischer Kunst (Mirza Kadim Erivani, Mir Mohsun Navvab, B. Kangarli A. Azimzade) gezeigt.
Die Sammlung aserbaidschanischer Malerei des 20. Jahrhunderts umfasst u. a. Werke von Salam Salamzade, Mikail Abdullayev, Amira Gadzhieva, Tagi Tagiyev, Togrul Narimanbeyov, Tahir Salahov, Vidadi Narimanbeyov und Gazanfar Halykova. Ein eigener Saal ist den Malern Sattar Bahlulzade, Tahir Salahov und dem Bildhauer Omar Eldarov gewidmet.